# Managed dark fiber
De term dark fiber wordt gebruikt voor een netwerk van glasvezel dat nog niet in gebruik is genomen, dus onbelicht is. Bij managed dark fiber is het netwerk wel in gebruik, maar zijn de gebruikers zelf verantwoordelijk voor de belichtingsapparatuur waarmee data over de glasvezels verzonden wordt. De afnemer bepaalt op die manier zelf de omvang en snelheid van het dataverkeer. De capaciteit van het glasvezelnetwerk op zich is nagenoeg onbegrensd.
Glasvezel functioneert bij managed dark fiber als een soort grondstof. De organisaties die de glasvezel afnemen bepalen zelf wat ze ermee doen en hoe ze de vezel gebruiken. Deze diensten kunnen zelf gecreëerd worden of van andere partijen afgenomen, zoals internettoegang.
Het netwerk zelf is technologisch neutraal en geschikt voor alle overdrachtsprotocollen, diensten en applicaties. Een gebruiker kan binnen het netwerk exclusief gebruikmaken van een of meer vezels, ook al wordt dezelfde route als een andere klant gevolgd.